# ارنستو ترا
ارنستو ترا (انگلیسی: Ernesto Terra؛ زادهٔ ۲۸ مهٔ ۱۹۷۸) بازیکن فوتبال اهل ایتالیا است.
از باشگاه‌هایی که او در آن بازی کرده‌، می‌توان به باشگاه فوتبال سورنتو کالچو، باشگاه فوتبال کاتانیا، باشگاه فوتبال دلفینو پسکارا، باشگاه فوتبال آتالانتا و باشگاه فوتبال اتلتیکو آرتزو اشاره کرد.